# Cracker Jack (Lebensmittel)
Cracker Jack ist eine US-amerikanische Süßigkeit und zugleich die Firma eines Unternehmens. Seit 1997 gehört die Marke dem PepsiCo-Konzern und ist in dessen Snack-Tochter Frito-Lay eingegliedert.

## Geschichte
Im Jahr 1893 wurde, der Überlieferung nach, durch die Gebrüder Rueckheim der Vorgänger des späteren Cracker Jack präsentiert. Es handelte sich um eine Mischung aus Popcorn, Erdnüssen und Melasse. Drei Jahre später entdeckte Louis Rueckheim ein Verfahren, die einzelnen Klumpen am Aneinanderkleben zu hindern: Cracker Jack war geboren. Ab 1912 packte das Unternehmen in jede Schachtel ein Miniaturspielzeug. 1918 erschienen erstmals die heute noch bekannten Figuren Sailor Jack und Bingo auf den Packungen. Ab 1955 wurde für das Produkt auch im Fernsehen geworben. Nachdem 1964 die Cracker Jack Company gegründet worden war, stellte man 1975 auf modernere Produktionstechniken um.

## Popkultur
- 1908 wurde die Süßigkeit in dem Lied „Take Me Out to the Ball Game“ von Jack Norworth und Albert von Tilzer verewigt.
- In John Steinbecks Roman Früchte des Zorns (1939) werden Cracker Jack als begehrte Nascherei für Kinder erwähnt.
- Im Film Frühstück bei Tiffany (1961) stammt der Ring, den Paul für Holly gravieren lässt, aus einer Cracker-Jack-Packung.
- Countrylegende Dolly Parton schrieb einen Song über ihren Hund mit dem Namen Cracker Jack.
- In der TV-Serie One Tree Hill stammt das Armband, das Nathan Haley schenkt, aus einer Cracker-Jack-Packung.
- Im Film Das Dschungelbuch singt die Elefanten-Patrouille von Colonel Hathi bei ihrem zweiten Erscheinen im Film "We're a Cracker Jack Brigade on a pachyderm parade" ("Wir sind eine Cracker Jack Brigade auf einer Dickhäuter-Parade")
- Meat Loaf macht in Two Out of Three Ain’t Bad (Album Bat Out of Hell, 1977) eine Anspielung auf das Spielzeug in Cracker Jack.
- Manowar erwähnt Cracker Jack in einer Textzeile von „Kings of Metal“ (Album Kings of Metal, 1988)
- Weird Al Yankovic erwähnt in seiner Song-Parodie She drives like crazy (1989), dass die dort besungene schlecht Auto-fahrende Frau ihren Führerschein in einer Packung Cracker Jack gefunden haben muss.
- In der Serie Pretender isst die Figur Angelo immer Cracker Jack und hat sich als Nickname die Anfangsbuchstaben seiner Lieblingssüßigkeit C.J. ausgesucht.
- Im Science-Fiction-Film Contact (1997) stammt der für die Handlung bedeutsame Spielzeug-Kompass aus einer Packung Cracker Jack.
- In der Netflix-Serie BoJack Horseman ist der Name des Onkels der Hauptfigur Cracker Jack.